# دانيال كلين
دانيال كلين هو نقابي وسياسي أسترالي، ولد في 28 ديسمبر 1879 في باثرست في أستراليا، وتوفي في 28 أغسطس 1965 في Ashfield, New South Wales ‏ في أستراليا. نشط حزبياً في حزب العمال الأسترالي. وقد انتخب عضو الجمعية التشريعية لنيو ساوث ويلز ‏.